# Сверчков, Вячеслав Михайлович
Вячесла́в Миха́йлович Сверчко́в (род. 17 июля 1963, Первомайское) — российский государственный деятель. Бывший Глава города Иваново (областного центра субъекта РФ — Ивановской области), избран на этот пост Городской Думой 24 марта 2010.

## Биография
Окончил Симферопольское высшее военно-политическое строительное училище. С 1984 года проходил военную службу в Иванове, Тейкове и Шуе в должности заместителя командира роты по политической части, пропагандиста войсковой части. Уволился из Вооруженных Сил в звании капитана в связи с сокращением.
С 1992 года вместе с сослуживцами занимался предпринимательской деятельностью. Был директором литейно-механического завода, председателем наблюдательного совета ОАО «Автозапчасть». В 2004 году избран депутатом Ивановской городской Думы третьего созыва по избирательному округу № 10. Работал заместителем председателя комитета по городскому хозяйству. С 2005 года — председатель Ивановской городской Думы.
24 марта 2010 года Сверчков был избран депутатами Главой города Иванова. Также он сохранил пост председателя Ивановской городской думы.
18 марта 2015 года официально сложил с себя все полномочия и перешел работать депутатом в Ивановскую областную Думу.. Сейчас является заместителем Председателя Ивановской Областной думы.
С 2011 года по 2015 год являлся председателем попечительского совета «Текстильщик» (Иваново).

## Уголовное дело
В начале февраля 2016 года в доме Сверчкова и в его рабочем кабинете прошли обыски. Вскоре на него и на предпринимателя и депутата городской думы Саррафа Мамедова было возбуждено уголовное дело. По версии следствия, в течение 2014 года на территории регионального центра глава города Иваново Сверчков получил от Мамедова взятку в общей сумме не менее 12 миллионов рублей. Незаконное вознаграждение предназначалось за способствование положительному рассмотрению на комиссии по землепользованию и застройке администрации города Иваново заявлений от имени подконтрольных Мамедову фирм и о выделении в аренду 37 земельных участков в региональном центре под строительство остановочных павильонов, включающих в себя торговые площади.

## Семья
Женат. Жена — медик по образованию. Воспитывает двух сыновей и дочь.